# Kana nigropicta
Kana nigropicta är en insektsart som beskrevs av Chandrasekhara A. Viraktamath och Wesley 1988. Kana nigropicta ingår i släktet Kana och familjen dvärgstritar. Inga underarter finns listade i Catalogue of Life.